# Saint-Estève
Saint-Estève (på Catalansk: Sant Esteve del Monestir) er en by og kommune i departementet Pyrénées-Orientales i Sydfrankrig.
Saint-Estève er også hovedby i et kanton af samme navn.
Byen ligger ganske tæt på Perpignan og er derfor blevet udbygget kraftigt siden 60'erne, så den er i dag den 3. største by i departementet.

## Geografi
Saint-Estève ligger kun 4 km nordøst for Perpignan centrum. Andre nabobyer er mod nordøst Baixas (6 km), mod nord Peyrestortes (7 km) og mod øst Baho (2 km).
I den nordlige del af kommunen er der stadig vinmarker og frilandsgartnerier.
Floden Têt løber syd om byen og udgør delvist kommunegrænsen til Perpignan.

## Historie
Saint-Estève og dets kloster nævnes første gang i 843 som baselica S. Stephani in loco Acutiano. Etienne er den franske version af Stephani og navnet Saint Etienne benyttedes også på Cassinis franske kort fra det 18. århundrede. Det er dog den catalanske version Estève, som benyttes i dag.
Kirken Saint-Etienne blev bygget i det 11. og 12. århundrede. Klokketårnet er dog først tilføjet i det 19. århundrede.
Indbyggertallet i middelalderen var beskedent. I 1355 var der 80 husstande og i 1515 kun 5. I det 18. århundrede og 19. århundrede steg befolkningstallet indtil det stabiliserede sig omkring 1400 indbyggere fra 1880.

## Demografi

### Udvikling i folketal
| 1793 | 1800 | 1806 | 1821 | 1831 | 1836 | 1841 | 1846 | 1851 |
| ---- | ---- | ---- | ---- | ---- | ---- | ---- | ---- | ---- |
| 274  | 409  | 458  | 486  | 649  | 704  | 846  | 848  | 913  |

| 1856  | 1861 | 1866  | 1872  | 1876  | 1881  | 1886  | 1891  | 1896  |
| ----- | ---- | ----- | ----- | ----- | ----- | ----- | ----- | ----- |
| 1.000 | 980  | 1.045 | 1.115 | 1.216 | 1.357 | 1.350 | 1.401 | 1.409 |

| 1901  | 1906  | 1911  | 1921  | 1926  | 1931  | 1936  | 1946  | 1954  |
| ----- | ----- | ----- | ----- | ----- | ----- | ----- | ----- | ----- |
| 1.390 | 1.338 | 1.332 | 1.300 | 1.352 | 1.428 | 1.365 | 1.370 | 1.390 |

| 1962                                                              | 1968  | 1975  | 1982  | 1990  | 1999  | 2006   | 2011   | 2017   |
| ----------------------------------------------------------------- | ----- | ----- | ----- | ----- | ----- | ------ | ------ | ------ |
| 1.545                                                             | 2.589 | 5.370 | 8.492 | 8.856 | 9.810 | 10.956 | 10.905 | 11.658 |
| Tal fra og med 1962 er uden dobbelttælling (sans doubles comptes) |       |       |       |       |       |        |        |        |